# 1196-й гаубичный артиллерийский полк
1196-й гаубичный артиллерийский полк он же 1196-й гаубичный артиллерийский полк большой мощности — воинская часть Вооружённых Сил СССР в Великой Отечественной войне.

## История
Полк выделен из состава 137-го гаубичного артиллерийского полка 18 апреля 1942 года на Волховском фронте.
На вооружении полка состояли 203-мм гаубицы.
В действующей армии во время Великой Отечественной войны с 27 апреля 1942 по 1 ноября 1942 и с 21 февраля 1943 по 29 апреля 1943 года.
В мае-июне 1942 года обеспечивает огнём вывод войск 2-й ударной армии из окружения, затем до августа 1942 года находится в распоряжении 59-й армии, исключая один дивизион, который поддерживал действия 4-й армии обстреливая Грузинский плацдарм.
В августе 1942 года передан в состав 8-й армии для участия в Синявинской наступательной операции. После операции выведен в резерв, где находится вплоть до середины февраля 1943 года. С 21 февраля 1942 года поддерживает огнём войска 54-й армии в ходе Красноборско-Смердынской операции. С 6 марта 1943 года начала переброску в район Вороново, и с 19 марта 1942 года поддерживает войска 8-й армии в ходе Мгинско-Шапкинской операции.
29 апреля 1943 года обращён на формирование 108-й гаубичной артиллерийской бригады.

## Подчинение
| Дата            | Фронт (округ)                                              | Армия      | Корпус | Дивизия | Примечания                             |
| --------------- | ---------------------------------------------------------- | ---------- | ------ | ------- | -------------------------------------- |
| 01.05.1942 года | Ленинградский фронт (Группа войск Волховского направления) | 52-я армия | -      | -       | -                                      |
| 01.06.1942 года | Ленинградский фронт (Волховская группа войск)              | 59-я армия | -      | -       | без 2-го дивизиона в составе 4-й армии |
| 01.07.1942 года | Волховский фронт                                           | 59-я армия | -      | -       | без 2-го дивизиона в составе 4-й армии |
| 01.08.1942 года | Волховский фронт                                           | 59-я армия | -      | -       | без 2-го дивизиона в составе 4-й армии |
| 01.09.1942 года | Волховский фронт                                           | 4-я армия  | -      | -       | -                                      |
| 01.10.1942 года | Волховский фронт                                           | 4-я армия  | -      | -       | -                                      |
| 01.11.1942 года | Резерв Ставки ВГК                                          | -          | -      | -       | -                                      |
| 01.12.1942 года | Московский военный округ                                   | -          | -      | -       | -                                      |
| 01.01.1943 года | Московский военный округ                                   | -          | -      | -       | -                                      |
| 01.02.1943 года | Московский военный округ                                   | -          | -      | -       | -                                      |
| 01.03.1943 года | Волховский фронт                                           | -          | -      | -       | -                                      |
| 01.04.1943 года | Волховский фронт                                           | 8-я армия  | -      | -       | -                                      |
| 01.05.1943 года | Волховский фронт                                           | -          | -      | -       | -                                      |

## Командиры
- подполковник Реутов